# Maria Müllerová
Maria Viktoria Müllerová (25. ledna 1898 Terezín – 13. března 1958 Bayreuth) byla česko-německá operní pěvkyně.
Pocházela ze skromných poměrů, její otec byl mlynář. Absolvovala Pražskou konzervatoř a v dalším studiu hudby pokračovala ve Vídni u operní pěvkyně Anny Bahr-Mildenburgové a pěvce Erika Schmedese. Byla manželkou německého herce Carla W. Tettinga.

## Pěvecká kariéra
V roce 1919 debutovala v Městském divadle v Linci jako Elsa v opeře Lohengrin Richarda Wagnera, v níž diváky okouzlila svým lyricko-dramatickým sopránem. Právě Wagnerova hudba se později stala jádrem jejího repertoáru.
Své první angažmá získala v Městském divadle v Brně, kde působila v letech 1920–1921, následující dvě sezóny odehrála v Německém divadle v Praze. V letech 1923–1924 působila ve Státní opeře v Mnichově.
V roce 1926 přešla do Státní opery v Berlíně, kam ji přivedl Bruno Walter. Poté zpívala ve Státní opeře Pod lipami, kde byla ve stálém angažmá až do roku 1945, ačkoli se zároveň objevovala i na řadě dalších proslulých scén, především tedy v milánské La Scale, v Covent Garden v Londýně, v Salcburku a v newyorské Metropolitní opeře. V Metropolitní opeře se objevila i v řadě amerických premiér, např. v premiéře Madonna Imperia Franca Alfana, Fra Gherardo Ildebranda Pizzettiho, Švandy dudáka Jaromíra Weinbergera a Verdiho Simona Boccanegra a Aidy.
V New Yorku Maria Müllerová také studovala u Estelle Lieblingové, hudební skladatelky a hlasové učitelky, která učila i operní pěvkyni Beverly Sills.
Často vystupovala spolu s klavíristou Sebastianem Peschkem. Její úspěch částečně plynul i z tehdejší politické situace, neboť nacisté využívali Wagnerova díla ke své propagandě. Bývala hvězdou pravidelných Hudebních slavností v Bayreuthu a během války také zde konaných Válečných slavností (německy Kriegsfestspiele).
V Berlíně byla ve stálém angažmá až do roku 1945, kdy odešla do důchodu a dožila v německém Bayreuthu.

## Významné role (výběr)
- Nettchen v opeře Šaty dělají člověka (Alexander Zemlinsk)), Německé divadlo v Praze
- Sieglinde v opeře Valkýra (Richard Wagner), Metropolitní opera v New Yorku
- donna Elvíra v opeře Don Giovanni (Wolfgang Amadeus Mozart), Metropolitní opera v New Yorku
- Aida v opeře Aida (Giuseppe Verdi), Metropolitní opera v New Yorku
- Amélie v opeře Simon Boccanegra (Giuseppe Verdi), Metropolitní opera v New Yorku
- Eva v opeře Mistři pěvci norimberští (Richard Wagner), Covent Garden a Bayreuth
- Elisabeth v Tannhäuser (Richard Wagner)
- Helena v opeře Egyptská Helena (Richard Strauss)
- Jenůfa v opeře Její pastorkyňa (Leoš Janáček)
- Ifigenie v opeře Ifigenie na Tauridě (Christoph Willibald Gluck)
- Djula v opeře Ero der Schelm (Jakov Gotovac)
- Pamina v opeře Kouzelná flétna (Wolfgang Amadeus Mozart)
- Floria Tosca v opeře Tosca (Giacomo Puccini)
- Markétka v opeře Faust (Charles Gounod)